# Warwick Avenue (singel)
Warwick Avenue to trzeci singel z debiutanckiej płyty Duffy Rockferry. Wydany został w maju 2008, lecz dostępny był już w wersji do ściągnięcia w marcu i kwietniu tego roku. Piosenka dotyczy stacji metra Warwick Avenue.

## Teledysk
Klip do tej piosenki miał swoją premierę 23 kwietnia 2008 na kanale czwartym. Teledysk był nominowany do MTV VMA 2008 w kategorii najlepszy brytyjski klip.

## Lista utworów
Wielka Brytania CD single
- "Warwick Avenue"
- "Put It In Perspective"

Wielka Brytania 7" vinyl single
- "Warwick Avenue"
- "Loving You"

Australia Digital Download single
- "Warwick Avenue"
- "Put It In Perspective"
- "Loving You"

## Historia wydania
| Miejsce           | Data                      |
| ----------------- | ------------------------- |
| Wielka Brytania   | 26 maja 2008              |
| Europa            | 4 lipca 2008              |
| Stany Zjednoczone | 5 sierpnia 2008           |
| Australia         | 1 września 2008 (Digital) |
| Francja           | 12 września 2008          |

## Certyfikaty i sprzedaż
Łącznie sprzedaż singla wyniosła około 1,171,000 milionów.
| Państwo | Certyfikat |
| ------- | ---------- |
| Dania   | Platyna    |
| Świat   | Złoto      |

## Notowania
| Notowanie (2008)          | Najwyższa pozycja |
| ------------------------- | ----------------- |
| Austrian Singles Chart    | 21                |
| Belgian Singles Chart     | 14                |
| Danish Singles Chart      | 7                 |
| Dutch Singles Chart       | 9                 |
| Euro Digital Tracks       | 5                 |
| Euro Digital Songs        | 7                 |
| Finnish Singles Chart     | 19                |
| German Singles Chart      | 12                |
| Irish Singles Chart       | 11                |
| Israeli Singles Chart     | 13                |
| Italian Singles Chart     | 17                |
| Japan Hot 100             | 28                |
| New Zealand Singles Chart | 15                |
| Norwegian Singles Chart   | 15                |
| Romanian Top 100          | 82                |
| Swedish Singles Chart     | 16                |
| Swiss Singles Chart       | 12                |
| UK Singles Chart          | 3                 |
| UK Airplay                | 1                 |
| United World Chart        | 29                |
| U.S. Billboard Eurochart  | 5                 |
| U.S. Billboard Pop 100    | 96                |
| French Singles Chart      | 14                |
| Norway Singles Chart      | 10                |
| Spanish Singles Chart     | 16                |